# Kempite
La kempite è un minerale appartenente al gruppo dell'atacamite.